# Kulceratops
Genre
Espèce
Kulceratops est un genre de dinosaures cératopsiens du Crétacé inférieur retrouvé en Ouzbékistan. L'espèce-type, Kulceratops kulensis, a été nommée et décrite par Lev Alexandrovich Nesov en 1995. Les noms générique et spécifique proviennent de la formation géologique de Khodzhakul (en), kul signifiant « lac » en ouzbek.
L'holotype, CCMGE No. 495/12457, a été découvert en 1914 par le géologue Andrei Dmitrievich Arkhangelsky (en).
Nesov a classé Kulceratops chez les Archaeoceratopsidae. Le genre a été classé ultérieurement chez les Protoceratopidae ou, du moins, comme une base des Neoceratopsia. Il est considéré comme nomen dubium.